# Лапшанга
Лапшанга — река в Нижегородской области России, протекает по территории Ковернинского и Варнавинского районов. Исток — на границе с Костромской областью. Устье реки находится в 267 км от устья реки Ветлуги по правому берегу, у посёлка городского типа Варнавино. Длина реки составляет 85 км, площадь водосборного бассейна — 1170 км².

## Данные водного реестра
По данным государственного водного реестра России относится к Верхневолжскому бассейновому округу, водохозяйственный участок реки — Ветлуга от города Ветлуги до устья, речной подбассейн реки — Волга от впадения Оки до Куйбышевского водохранилища (без бассейна Суры). Речной бассейн реки — (Верхняя) Волга до Куйбышевского водохранилища (без бассейна Оки).
Код объекта в государственном водном реестре — 08010400212110000042734.

### Притоки
(указано расстояние от устья)
- 13 км: река Лубянка (пр)
- 21 км: река Подорожная (лв)
- 22 км: река Наврас (пр)
- 28 км: река Шада (лв)
- 37 км: река Безымянка (лв)
- 48 км: река Каливец (лв)
- 55 км: река Колобчиха (лв)
- 57 км: река Хмелёвая (пр)
- 67 км: река Плоска (пр)
- 69 км: река Мостовка (пр)
- 71 км: река Поперечная Лапшанга (лв)